# Кудинцевский сельсовет
Куди́нцевский сельсовет — муниципальное образование со статусом сельского поселения в Льговском районе Курской области Российской Федерации.
Административный центр — село Кудинцево.

## История
Статус и границы сельсовета установлены Законом Курской области от 21 октября 2004 года № 48-ЗКО «О муниципальных образованиях Курской области».

## Население
| 2002  | 2010  | 2012  | 2013  | 2014  | 2015  | 2016  |
| ----- | ----- | ----- | ----- | ----- | ----- | ----- |
| 1827  | ↘1525 | ↘1463 | ↘1434 | ↗1436 | ↘1411 | ↘1380 |
| 2017  | 2018  | 2019  | 2020  | 2021  |       |       |
| ↘1345 | ↘1312 | ↘1289 | ↘1272 | ↘1188 |       |       |

## Состав сельского поселения
| № | Населённый пункт | Тип населённого пункта       | Население |
| - | ---------------- | ---------------------------- | --------- |
| 1 | Воронино         | деревня                      | ↘559      |
| 2 | Кудинцево        | село, административный центр | ↘521      |
| 3 | Сергеевка        | деревня                      | ↘274      |
| 4 | Шерекино         | посёлок при станции          | ↘171      |